# Fluidyne
Fluidyne, eller fluidynemotor, är en enkel motor för transport av vätska i en rörledning. En fluidyne har likheter med en stirlingmotor där en eller flera pistonger består av vätskepelare.